# Stephan Ludwig Roth
Stephan Ludwig Roth (Medgyes, 1796. november 24. – Kolozsvár, 1849. május 11.) erdélyi szász író, evangélikus lelkész, pedagógus, politikus és vértanú. Az erdélyi szászok legjelentősebb és legismertebb alakjának tartják, akinek életéről és munkásságáról több mint 700 írás született. A korábbi magyar történetírás életművét Széchenyi Istvánéhoz hasonlította.
1848 márciusában még elfogadta Erdély és Magyarország unióját és bízott abban, hogy a szabadságjogokat minden állampolgárra kiterjesztik. Az 1848–49-es forradalom és szabadságharc során azonban arról győződött meg, hogy a szászok a román nemzeti mozgalomtól és az osztrák támogatástól várhatják jövőjük jobbrafordulását. A „szász lázadás” leverését követő tisztogatások keretében Kossuth Lajos utasítására a Csány erdélyi kormánybiztos által felállított rögtönítélő bíróság „a magyar haza, alkotmánya, polgári szabadsága és független állása” elleni tevékenység vádjával halálra ítélte. Kivégzése sokat ártott a magyar–román, illetve a magyar–szász megbékélés ügyének.

## Életpályája
Apja, Stephan Gottlieb Roth lelkész, a medgyesi iskola aligazgatója volt. A gimnázium négy osztályát szülővárosában, a többit Nagyszebenben végezte. 1817. október 13-ától ösztöndíjasként a tübingeni egyetemen folytatta tanulmányait, elsősorban filozófiát hallgatott. 1818 márciusában ismerkedett meg Wilhelm Sternnel, aki felhívta a figyelmét Pestalozzi eszméire. Ezt követően Roth szeptemberben megszakította tanulmányait, és pedagógiai ismeretszerzés céljából Pestalozzihoz utazott Yverdonba, ahol 1819. január 1-jétől a latin nyelvet tanította. 1820 februárjában Roth apja levelet írt Pestalozzinak, amelyben fiának azonnali hazatérését kérte. 
Roth áprilisban vissza is indult, de útközben Fribourgban, Karlsruheben és Tübingenben is időzött. Tübingenben négy nap alatt készült el Das Wesen des Staates als eine Erziehungsanstalt für die Bestimmung des Menschen című írásával, melynek alapján a filozófia doktorává avatták. Bécsbe érve a nevelési elképzeléseivel nem sok sikert aratott, és azt is megtiltották neki, hogy a külföldön szerzett doktori címét használja. 
Szeptember 23-án érkezett vissza Erdélybe, ahol szintén a pedagógiai reformok ügyében tevékenykedett, de sikertelenül. 1822-ben a medgyesi gimnázium alsó osztályaiban, 1823-ban pedig a felsőbb osztályokban alkalmazták tanárnak, és 1831-ben az intézet igazgatója lett. Tanári munkája mellett több írása is jelent meg ezekben az években, az 1824-1830 között írt három kötetes Geschichte von Siebenbürgen azonban kiadatlan maradt. 
Hazájában próbálta meghonosítani a Pestalozzi-féle nevelési elveket, többek között szorgalmazta a testnevelés- és énekórák bevezetését. Miután 1834-ben két felkérést is elutasított, 1835-ben a lelkészi pályára lépett, és először Medgyesen volt hittanár és lelkész, 1837-ben Nemes, 1847. február 21-én pedig Muzsna választotta lelkészének.
Falusi lelkészként Roth magáévá tette a szükséget szenvedő parasztság ügyét, ez tette a modern erdélyi mezőgazdaság úttörőjévé. Számos újságcikkben és írásban emelte fel hangját a középkor óta alkalmazott hármas vetésforgó megszüntetése, a szétszabdalt szántóföldek összevonása, az új kultúrnövények (mint például a burgonya és lóhere) további elterjesztése, igényesebb szőlőfajták termesztése, a gyümölcsnemesítés, illetve a vaseke bevezetése érdekében. A lelkészi hivatalhoz tartozó birtokon maga is mintaszerűen gazdálkodott, jó példát mutatva a parasztoknak, és részt vett a brassói szász gazdaegylet (Siebenbürgisch-sächsischen Landwirtschaftsverein) megalakításában.
Az 1841. évi erdélyi országgyűlésen azt javasolta, hogy a törvényeket latinul, magyarul és németül adják ki, az országgyűlés nyelve a régi hagyományok alapján legyen magyar, de a közigazgatás a néppel saját nyelvén, tehát magyarul, németül, románul érintkezzék, „így egyik nemzet nyelve sem részesülne sem előnyben, sem hátrányban; minden nyelvnek megmaradna egyenlő tisztelete és méltánylása. Nyugalom lenne az országban és a béke, mely megzavartatott, ismét visszatérne a szívekbe.” Roth nem volt tagja az országgyűlésnek, javaslatai az országgyűlésen szóba se kerültek, a korabeli politikára hatást nem gyakoroltak. Ő volt az első, aki az erdélyi nemzetiségi kérdés megoldásánál a svájci példára hivatkozott.
Az erdélyi németség megerősítése, illetve az új gazdálkodási módszerek elterjesztése érdekében 1845-ben néhány hónap szabadságot kivéve Württembergbe utazott, hogy onnan német telepeseket hozzon. Ennek eredményeképpen a kormány engedélyével 1846 márciusában 307 család (1460 fő) érkezett Erdélybe. Az erdélyi szászok tartózkodóan fogadták a betelepülőket, mert nem értették az elgondolás célját, a kormányszék pedig bürokratikus eszközökkel gátolta beilleszkedésüket. Sok bevándorló emiatt visszatért hazájába, és a mozgalomnak nem volt hatása az erdélyi gazdálkodásra.
Stephan Ludwig Roth 1848 márciusában még elfogadta Erdély és Magyarország unióját, azt remélve, hogy a szabadságjogokat minden állampolgárra kiterjesztik: „Amikor Magyarország szabadoknak nyilvánította alattvalóit, és formailag kimondotta valamennyi állampolgár egyenjogúságát, az én szívem is, nem tagadom, az unióért dobogott. Mert akkor csak két nagyon is egyenlőtlen dolog között lehetett választani, mégpedig a magyar szabadság s az osztrák bürokrácia között.” Miután azonban a magyar országgyűlés nem garantálta a nemzeti jogok elismerését, Roth az osztrákoktól várta a megoldást, illetve az erdélyi szászok és románok közeledését szorgalmazta. Részt vett a románok 1848. május 14-ei balázsfalvi gyűlésén, és erről cikket is írt a helyi sajtóban, melyben támogatta a román nemzeti mozgalmat, és kiemelte Avram Iancu személyes hozzájárulását az ügyhöz.
Amikor 1848 októberében harcok törtek ki az osztrák császári és magyar szabadságharcos csapatok között, a szász nemzetgyűlés őt bízta meg a békéltető bizottság vezetésével. Puchner őt nevezte ki Medgyes környéki császári biztosnak. Ebben a minőségében ő ítélte halálra Alexandru Bătrâneanu prefektust és Vasile Simonis tribunust, mind a kettőt a román fegyveres felkelés előkészítése miatt.

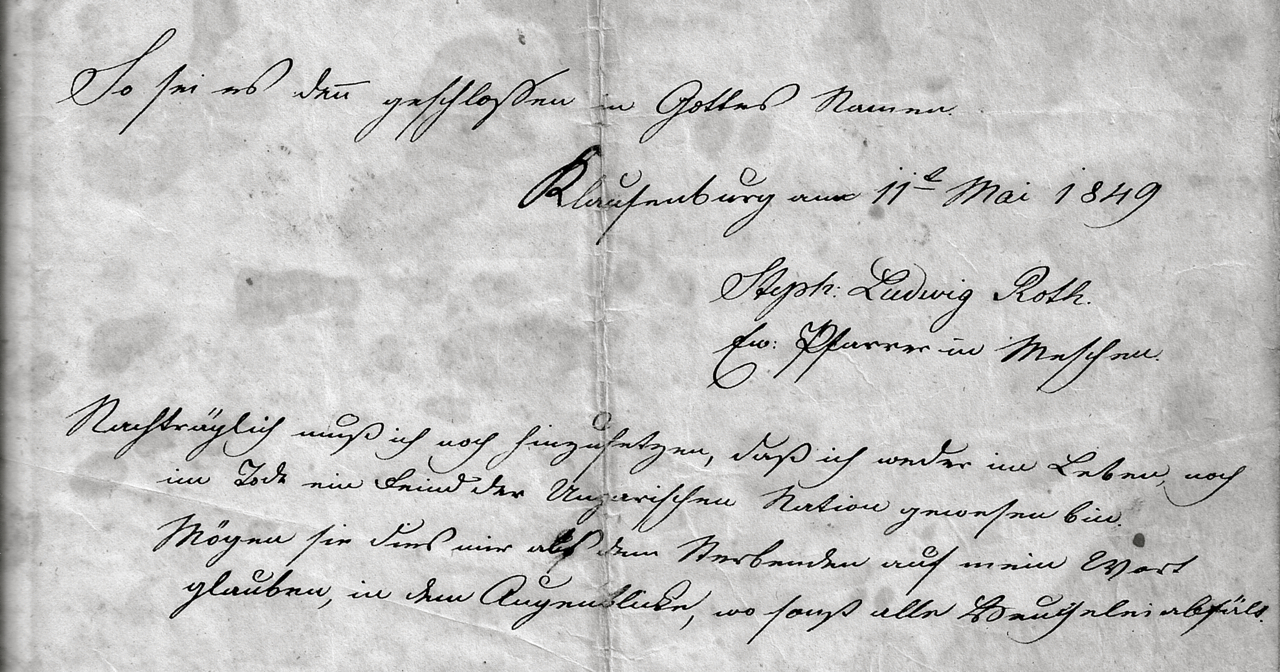
Halála előtt gyermekeinek írt levele (részlet a cikk szövegében idézett mondatokkal)

Bem József 1849. március 17-én azt a rendeletet kapta, hogy „a szász lázadás legkimagaslóbb vezetőit" fogassa el, és adja át őket Csány László kormánybiztosnak. Nagyszeben bevétele után Bem amnesztiát hirdetett, így Roth nem menekült el, hanem visszavonult Muzsnára. 1849 februárjában azonban Kossuth Lajos Csány erdélyi kormánybiztossal rögtönítélő bíróságokat állíttatott fel, melyek az országgyűlés határozata alapján a Bem amnesztiarendelete előtti ügyeket is tárgyalni kezdték. 
Stephan Ludwig Rothot Csány László utasítására 1849. április 21-én lelkészi lakásában elfogták. Roth kifejezetten megtiltotta a muzsnai parasztoknak, hogy erőszakkal ellenálljanak az ő érdekében. A lelkészt Kolozsvárra szállították, 1849. május 11-én – tehát kevesebb, mint egy hónappal Bem vésztörvényszékek működését felfüggesztő rendelete előtt – a haditörvényszék „a magyar haza, alkotmánya, polgári szabadsága és független állása” elleni tevékenység vádjával halálra ítélte, és a fellegvári börtönben kivégezték. Halála előtt gyermekeinek ezt írta: „sem életemben, sem halálomban a magyar nemzet ellensége nem voltam. Higgyék el ezt nekem szavamra, mint haldoklónak, abban a pillanatban, midőn minden hamisság megszűnik.”
Kossuth Lajos a halálos ítéletet félreértésnek tekintette, Bem pedig azt mondta, hogy ha időben a tudomására jutott volna az ügy, megakadályozta volna a kivégzést. Ferenc József császár 1849. augusztus 26-án a belügyminiszternek írt feljegyzésében „uralkodója iránti hűsége áldozatának” [ein Opfer der Treue für seinen Monarchen] nevezte a „szerencsétlen lelkészt”, és az államkincstár terhére elrendelte öt árván maradt gyermeke nevelési költségeinek átvállalását.
Kivégzése sokat ártott a magyar–román, illetve magyar–szász megbékélés ügyének, és Gosztonyi Péter véleménye szerint az erdélyi szászokat ez kötelezte el véglegesen a bécsi udvar felé. A szász történetírás szerint a kivégzés hátterében azok a körök álltak, amelyek a magyarosítás ellen fellépő lelkészt el akarták hallgattatni. Roth halála megrázta az erdélyi szászokat, és különleges nimbusszal vette körül életét, illetve munkásságát.

## Művei

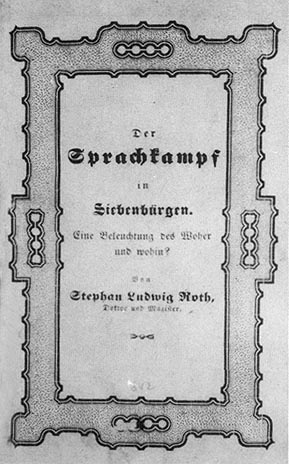
Der Sprachkampf in Siebenbürgen, 1842.

- Das Wesen des Staates als eine Erziehungsanstalt für die Bestimmung des Menschen, doktori disszertáció, Tübingen, 1820
- An den Edelsinn und die Menschen-freundlichkeit der sächsischen Nation in Siebenbürgen eine Bitte und ein Vorschlag Hermannstadt, 1821
- Dissertatio de divisione Historiae in genere et Transsilvanicae in specie, kézirat, 1826
- Ode honoribus spectabilis ac generosi domini Andreae Krauss de Ehrenfeld urbis sedisque Mediensis consulis, installationis die docatas, Hermannstadt, 1833.
- Rede am Sarge der Frau Sophia Regina vermählten Friedrich Carl Zoppelt, Gymnasial-Lehrers, und erstgebornen Tochter der Herrn Apothekers Traugott Theisz in Mediasch, gestorben den 10 August… und begraben den 12. d. M. (1836.), Zum Andenken der Seeligen für Theilnehmende und Leidtragende in Druck gegeben, Hermannstadt, 1836.
- Der Sprachkampf in Siebenbürgen. Eine Beleuchtung des Woher und Wohin?, Kronstadt, 1842
- Wünsche und Rathschläge, Eine Bittschrift für's Landvolk, Hermannstadt, 1843
- Der Geldmangel und die Verarmung in Siebenbürgen, besonders unter den Sachsen, Kronstadt, 1843
- Standrede, vor dem Sarge des Superintendentem Johann Bergleiter in Birthälm gehalten, Kronstadt, 1843
- Der Birthälmer Pfarrer und der lutherische Superintendent. Praevisa minus nocent, Kronstadt, 1843
- Die Zünfte. Eine Schutzschrift, Kronstadt, 1843
- An mein Volk, ein Vorschlag zur Herausgabe von drei absonderlichen Zeitungen für siebenbürgisch-deutsche Landwirtschaft, Gewerbe, Schul- und Kirchen-Sachen, Kronstadt, 1843
- Kurze Geschichte des Glaubens der Romänen, aus den heiligen Schriften und sicheren Quellen verfasst Josef Pap Selöschan von Illésfalva etc., Blasendorf, 1845
- Aufklärungen über die Auswanderung nach Siebenbürgen und zwar in denjenigen Theil des Landes, welchen die Deutschen insgemein Sachsen genannt, seit mehr als 700 Jahren eigenthümlich besitzen. Herausgegeben von der Oberverwaltung des siebenbürgisch-sächsischen Vereines zur Hebung der landwirtschaft, Tübingen, 1847
- Freiheit, Gleichheit und Brüderlichkeit. In Anwendung auf Wahl und Besoldung der sächsischen Geistlichkeit, Kronstadt, 1848
- Programm der zu erscheinenden Schul- und Kirchen-Zeitung für die evangel. Glaubens-Genossen in Siebenbürgen. Menschen, am 21. September 1848, Hermannstadt
- Der deutsche Jugendbund in Siebelbürgen. 1. Dessen Verhandlungen in Mediasch am 13., 14., 15. und 16. August 1848. 2. Dessen Gesetz 3. Verzeichniss der Mitglieder, Kronstadt, 1848
- Untersuchungen und Wohlmeinungen. über Ackerbau und Nomadenwesen, Kronstadt, 1872
- Kurze Geschichte des Glaubens der Romänen, aus den heiligen Schriften und sicheren Quellen verfasst Josef Pap Selöschan von Illésfalva etc. Blasendorf, 1845. aus der Druckerei des Seminariums,, fordítás román nyelvről, kéziratban
- Bruchstücke aus der Geschichte von Siebenbürgen. Geschichte Siebenbürgens bis zum Jahre 1699, kéziratban

### Magyarul
- A nyelvharc Erdélyben. A honnan és a hová megvilágítása, 1842; ford. Veres István, Adolf Meschendörfer versford. Kozma Tamás; Pont, Bp., 2021 (Historia arcana sorozat)